# Église Saint-Jérôme de Briod
La chapelle Saint-Jérôme de Briod est une chapelle située à Briod, dans le département du Jura. Elle est dédiée à saint Jérôme, dont on célèbre la fête le 30 septembre. On y dit la messe que le jour de la fête patronale et pour quelques défunts.

## Histoire de la chapelle
La chapelle Saint-Jérôme de Briod fut construite entre la fin du XVe et le début du XVIe. En 1495, le curé de Saint-Etienne de Coldres et les habitants de Briod signèrent un traité pour l’édification d’une chapelle et, en 1512, Briod fut doté d’un vicaire. Un clocher fut ajouté au XVIIe siècle. La chapelle est inscrite au titre des monuments historiques en 1970.
La chapelle est implantée sur une large place et en fait le point culminant du village, où l’on peut observer vers l’est et le sud-est la chaîne des monts du Jura et par temps dégagé, le Mont Blanc. La chapelle Saint-Jérôme n’a jamais eu de cimetière, elle dépend de celui de Coldres.

## Intérieur de la chapelle
Au fond de l’édifice, des statues de bois peintes ou polychromes représentent, de gauche à droite :
- Saint Maurice, en soldat, debout vêtu d’un manteau son armure (XVIIe siècle)[2] ;
- Saint Jérôme, en cardinal, tenant un livre, un lion couché à ses pieds (XVIe siècle)[3] ;
- Une Vierge à l’Enfant (XVIe siècle)[4] ;
- Sainte Anne, portant la Sainte Vierge enfant.

Dans la chapelle Sud, se dresse un retable du XVIIe siècle, avec les statues de :
- Saint Étienne, portant, sur un livre ouvert, les pierres de son martyre[6] ;
- Saint Pierre, tenant en main une clé et, sous le bras un livre[6] ;
- Saint Jérôme, coiffé de son chapeau de cardinal[6],
- Une autre Vierge à l’Enfant[6].

Dans la chapelle Nord, se trouve une troisième statue de la Vierge Marie à l’Enfant.

## Extérieur de la chapelle
La chapelle est précédée d’un porche et se compose d’un clocher à l’entrée de la nef, d’une nef éclairée par une seule fenêtre au chœur, d’une chapelle à gauche et d’une sacristie. Des bancs en pierre sont engagés dans les murailles à l’intérieur.
L’édifice, couvert en laves, comprend un porche et un vaisseau. Ce dernier est composé d’une nef, d’un chœur flanqué au Nord et au Sud de deux petites chapelles. Le chevet plat s’éclaire d’une fenêtre à remplage flamboyant. Dans les chapelles latérales, le plein cintre roman de la baie s’allie au trilobe gothique.
Cette chapelle témoigne de la persistance du style roman à la fin de l’époque gothique.

## Sources
- A. Rousset, Dictionnaire géographique, historique et statistique des communes de franche-Comté et des hameaux qui en dépendent.
- Plaque descriptive sur le site.